# Alfie O'Meagan
Alfie O'Meagan è un personaggio dei fumetti, pubblicato dalla Marvel Comics. È il principale avversario nella storia Nth Man: the ' Ultimate Ninja scritta da Larry Hama. La sua prima apparizione risale a Marvel Comics Presents nel 1988.
La serie, originariamente prevista per durare 24 numeri, è stata interrotta dopo 16. Nonostante il taglio anticipato, Hama è riuscito a concludere la trama in modo soddisfacente. Ron Wagner, che ha curato i disegni per l'intera durata della serie, attribuisce il suo insuccesso commerciale all’ambientazione in una realtà autonoma (Terra-8908) piuttosto che nel Marvel Universe principale, oltre che alla mancanza di personaggi in costume.

## Nome
Il nome “Alfie O'Meagan” è un gioco di parole su Alpha e Omega, la prima e l'ultima lettera dell'alfabeto greco, spesso utilizzate per rappresentare l'inizio e la fine. Questo riferimento sottolinea la natura ciclica e paradossale della storia di Alfie e John, che si trovano intrappolati in un loop temporale eterno.

## Biografia del personaggio
Alfie O'Meagan (nome adottivo) fin da bambino possiede svariate abilità tra cui chiaroveggenza e precognizione. Chiama le sue visioni "potrebbe essere" e può in qualche modo permettere ad altre persone di vederle, in particolar modo il suo unico amico d'infanzia John Doe. Crescendo Alfie aumenta di molto i suoi poteri: può controllare le menti, teleportarsi, usare la telecinesi, riorganizzare le molecole su vasta scala.
Alfie ha molti incubi in compenso, e il suo strano comportamento e gli strani eventi che gli accadono intorno lo rendono vittima sia dei bulli dell'orfanotrofio dove risiede, sia del violento e alcolizzato che lo dirige. Alla fine Alfie capisce che i suoi poteri possono essere usati per vendicarsi contro chi lo tormenta. 
Alfie in un'occasione, usa i suoi poteri per fermare tutte le armi nucleari del mondo. Quest'azione ha un effetto collaterale inaspettato: scatenare la terza guerra mondiale tra USA e URSS.